# Dorcadion holzschuhi
Dorcadion holzschuhi là một loài bọ cánh cứng trong họ Cerambycidae.